# Paratobermorita
La paratobermorita és un mineral de la classe dels silicats que pertany al supergrup de la tobermorita.

## Característiques
La paratobermorita és un inosilicat de fórmula química Ca₄(Al0.5Si0.5)₂Si₄O16(OH)(H₂O)₂·(Ca·3H₂O). Va ser aprovada com a espècie vàlida per l'Associació Mineralògica Internacional l'any 2021, sent publicada un any més tard. Cristal·litza en el sistema monoclínic. La seva duresa a l'escala de Mohs és 3,5.
L'exemplar que va servir per a determinar l'espècie, el que es coneix com a material tipus, es troba conservat a les col·leccions del Museu Mineralògic Fersmann, de l'Acadèmia de Ciències de Rússia, a Moscou (Rússia), amb el número de registre: 5643/1.

## Formació i jaciments
Va ser descoberta al dipòsit de Bazhenovsk, situat a la localitat d'Asbest (óblast de Sverdlovsk, Rússia), on es troba com a cristalls ben formats, entre prismàtics i aciculars, que solen formar agregats. Aquest indret és l'únic a tot el planeta on ha estat descrita aquesta espècie mineral.